# Crotaphatrema bornmuelleri
Crotaphatrema bornmuelleri es una especie de anfibios gimnofiones de la familia Caeciliidae.
Es endémica del suroeste del Camerún, en concreto de los alrededores de la ciudad de Limbe.